# Anethum
Anethum es un género de plantas perteneciente a la familia de las apiáceas.

## Descripción
Son hierbas anuales, erectas, glabras, gráciles, sin restos fibrosos en la base, de un verde obscuro, fuertemente aromáticas –olor semejante al del hinojo–. Hojas 3-4 pinnatisectas, con divisiones de último orden filiformes y vaina prolongada en apéndice liguliforme. Umbelas compuestas, desprovistas de brácteas y bractéolas. Flores en su mayoría hermafroditas. Cáliz sin dientes. Pétalos amarillos, suborbiculares, algo más anchos que largos, prolongados en una lengüeta incurvada. Estilos divergentes o reflejos. Frutos de contorno ± oval, comprimidos dorsalmente, glabros; mericarpos con 3 costillas primarias dorsales finas, subobtusas, y 2 comisurales aladas, agudas; valéculas ± amplias; vitas 1 en cada valécula y 2 en la cara comisural; carpóforo bipartido, libre. Semillas con endosperma plano en la cara comisural.

## Taxonomía
El género fue descrito por Carlos Linneo y publicado en Species Plantarum 1: 263. 1753. La especie tipo es: Anethum graveolens L.
Etimología
Anethum: nombre genérico que proviene del griego anethon = ("eneldo"), que a su vez deriva del egipcio antiguo.

## Especies aceptadas
A continuación se brinda un listado de las especies del género Anethum aceptadas hasta julio de 2011, ordenadas alfabéticamente. Para cada una se indica el nombre binomial seguido del autor, abreviado según las convenciones y usos.
- Anethum foeniculoides Maire & Wilczek
- Anethum graveolens L.
- Anethum sowa Roxb. ex Fleming
- Anethum theurkauffii Maire